# Lilyana Tomova
Lilyana Tomova Todorova (en bulgare : Лиляна Томова Тодорова ; née le 9 août 1946 à Plovdiv) est une athlète bulgare spécialiste du demi-fond. Affiliée au Trakiya Plovdiv, elle mesurait 1,68 m pour 58 kg.

## Biographie

### Palmarès
| Date | Compétition                    | Lieu     | Résultat | Épreuve      | Performance   |
| ---- | ------------------------------ | -------- | -------- | ------------ | ------------- |
| 1973 | Universiade d'été              | Moscou   | 1re      | 800 mètres   | 1 min 59 s 52 |
| 1974 | Championnats d'Europe en salle | Göteborg | —        | 800 mètres   | DNF           |
| 1974 | Championnats d'Europe en salle | Göteborg | 2e       | 4 x 392 m    | 3 min 39 s 21 |
| 1974 | Championnats d'Europe          | Rome     | 1re      | 800 mètres   | 1 min 58 s 14 |
| 1974 | Championnats d'Europe          | Rome     | 2e       | 1 500 mètres | 4 min 04 s 97 |
| 1976 | Championnats d'Europe en salle | Munich   | 2e       | 800 mètres   | 2 min 02 s 6  |

### Records
| Épreuve    | Performance   | Lieu | Date |
| ---------- | ------------- | ---- | ---- |
| 400 mètres | 51 s 99       |      | 1973 |
| 800 mètres | 1 min 58 s 14 | Rome | 1974 |